# Nelson Van Alden
L'agente Nelson Kaspar Van Alden, interpretato dall'attore Michael Shannon, è un personaggio di finzione, tra i protagonisti della serie televisiva dell'HBO Boardwalk Empire - L'impero del crimine (2010): in italiano è doppiato da Fabrizio Pucci.

## Biografia

### Prima stagione
1920: agente del Proibizionismo, Van Alden opera ad Atlantic City col compito di far rispettare la legge Volstead appena entrata in vigore. Ben presto le sue attenzioni ricadono sui loschi traffici del tesoriere della città, Nucky Thompson, apparentemente politico impegnato nel sociale ma in verità criminale senza scrupoli che commercia in liquori gestendo un enorme giro d'affari.
Fervente cattolico, spesso al limite del parossismo, viene relegato in un ufficio delle Poste da dove, faticosamente e spesso infruttuosamente, deve cercare di arginare il commercio gestito da Thompson. Supervisionato dal suo superiore Elliot, nella prima stagione Van Alden è coadiuvato dall'agente Sebso, che fa però il doppio gioco.
Durante le sue indagini, comincia a sospettare che dietro l'omicidio del fornaio Schroeder, marito di Margaret, ci sia in verità la mano di Thompson, che fa ricadere su Schroeder la colpa di alcuni omicidi.
Van Alden, sposato con Rosie, prova un'evidente attrazione verso Margaret, che sfocia in punizioni corporali che l'agente si autoinfligge, nel chiuso della sua stanza. In aggiunta, il legame con Rosie è tutt'altro che saldo, visto che entrambi soffrono il fatto di essere sposati da anni ma di non avere ancora avuto figli, un aspetto che considerano come un "dono del Signore" di cui non possono beneficiare e che diventa un cruccio costante.
Quando Rosie prospetta al marito l'ipotesi di rivolgersi ad un centro di ostetricia per poter risolvere la cosa, Van Alden dà in escandescenze, considerando la sola ipotesi come un contrasto alla volontà di Dio.

### Seconda stagione
Van Alden continua le indagini su Nucky Thompson ed il suo impero criminale e si porta indietro la frustrazione di non aver avuto ancora figli. Una sera incontra Lucille Danzinger, ballerina ed ex fidanzata di Nucky prima di essere stata scaricata per Margareth Scroeder. Da ella nasce subito un rapporto dalla quale nascerà la sua prima figlia, Abigail. Allo stesso tempo cerca di nascondere la relazione extraconiugale alla moglie Rose, sino a quando questa non scopre tutto e chiede, ottenendo poi da Nelson il divorzio. Una nuova assistente procuratrice federale, Esther Randolph, arriva ad Atlantic City per incastrare Nucky, e chiede a Nelson tutto il suo operato riguardo alle indagini fatte su di lui. Inoltre è chiamato anche a testimoniare al processo contro il tesoriere della città. 
Purtroppo un giorno vengono trafugate, tramite il legale di Nucky, delle documentazioni che mostrano appieno il suo assassinio del suo collega Sebso, mentre si reca in ufficio. In più vi è la presenza e testimonianza del reverendo Cuffy, presente durante il delitto. Van Alden se la batte di gran carriera reagendo all' azione del suo arresto ed insieme a Sigrid, la bambinaia da poco assunta per tenergli la piccola Abigail, fugge sotto falso nome a Cicero.

### Terza stagione
Van Alden cambia vita, vive a Cicero sotto il falso nome di George Muller, e lavora come rappresentante di ferri da stiro. Una sera tenta di piazzare una vendita da un fiorista, salvandogli casualmente la vita da Al Capone, venuto di proposito per regolare un conto con questi. Il titolare della serra di fiori è Dean O'Banion, boss irlandese della zona Nord di Chicago, che per riconoscenza effettua una vendita di ventiquattro ferri da stiro per Van Alden. Ciononostante Nelson non decolla col suo nuovo lavoro ed è spesso vittima di burle da parte dei colleghi.
Una sera riceve visita da un federale già conosciuto in una precedente retata mentre era a bere con i colleghi in un bar. L'agente vuole mostrargli il disappunto per aver acquistato un ferro da stiro da Van Alden malfunzionante, ma Sigrid, divenuta ormai la sua compagna, teme che questi sia venuto li per l'arresto di Nelson e lo stordisce, inducendo poi lo stesso Van Alden ad ucciderlo. Per nascondere il corpo, Nelson chiede aiuto ad O'Banion, il quale accetta ma per il favore resogli, dovrà lavorare anche per lui. Il rapporto con i suoi colleghi di lavoro è sempre più ai ferri corti tanto è che un giorno Van Alden perde le staffe pestando in malo modo uno di loro. Lascia in seguito anche l'impiego e vive ormai lavorando solo per O'Banion. Continua a fare il rappresentante ma di liquori quando Sigrid idea un'acquavite di sua mano con gli avanzi degli alcolici di O'Banion. Tuttavia durante una vendita incappa in una zona di Al Capone e rischia la vita. Viene risparmiato dopo che Van Alden spiega che gli alcolici della sua valigia, sono di proprietà sua e della compagna, e non di O'Banion, ma anche perché il capo di Al, Johnny Torrio, è in affari col fiorista irlandese.

### Quarta stagione
Nelson continua a lavorare per O'Banion ed è padre per la seconda volta, di Chester, avuto da Sigrid. Si fanno però sempre più frequenti i contatti tra lui ed i fratelli Capone Al e Frank, il maggiore dei tre fratelli Capone. Una mattina l'ex federale si reca in ospedale per inviare una corona di fiori per conto del boss irlandese ad un uomo di Al Capone finito li per un malanno. A far visita all'uomo vi sono anche i fratelli Capone che riconoscono Nelson, gli chiedono informazioni sul suo datore di lavoro, e lo portano con loro a finire il giro delle riscossioni del loro galoppino finito in ospedale. A fine giornata Van Alden viene invitato di presentarsi da loro per volontà di Frank Capone, il quale gli propone per lavorare per lui e per Al. Si avvicinano le elezioni per il sindaco di Chicago ed i fratelli Capone devono convincere una fabbrica di operai per votare il candidato scelto da loro, con le buone o con le cattive. Van Alden viene schierato insieme ad altri uomini dei Capone in caso di uno scontro con gli operai, che difatti rifiutano di votare il loro candidato. Ne scaturisce una violenta rappresaglia dove a vincerla sono questi ultimi per superiorità numerica. Nello scontro Van Alden tenta di uccidere Al Capone mentre si trascina strisciando verso l'auto per i violenti colpi subiti durante la rissa con gli operai. Rischia però di essere ucciso dal fratello Frank che si accorge delle sue intenzioni, ma viene salvato da un gruppo di poliziotti che sparano al fratello di Al, uccidendolo. In seguito Nelson si reca in obitorio convocato da Al, il quale promette vendetta per quanto successo.
Giorni dopo si imbatte nuovamente in Al e l'altro dei fratelli Capone, Ralph. I due lo attirano facendogli consegnare una corona di fiori  solo per estrapolare informazioni dall'ex federale sul conto di O'Banion, ritenuto dai due Capone il responsabile dell'omicidio del loro fratello maggiore. Van Alden rischia la morte nel caso non dice nulla e dato che negli ultimi tempi gli servono soldi per la manutenzione della sua casa, si offre di eliminare lui l'irlandese per 1000 dollari nel giro di una serata. Al Capone accetta ma in caso di fallimento si prenderà la sua vita.
Il primo tentativo va a vuoto poiché Nelson riceve inaspettatamente la visita di alcuni ex colleghi ai tempi in cui era rappresentante dei ferri da stiro. Uno di loro vuole vendicarsi per il pestaggio subito da lui l'anno prima. L'ex federale li elimina a colpi di rivoltella e per nascondere i corpi, non ha tempo per dedicarsi ad O'Banion. Al Capone è infuriato ma gli concede un'ultima possibilità. 
Van Alden rischia la morte anche per mano del boss irlandese poiché sospettato della morte di uno dei suoi uomini per mano di Al Capone, e del doppio gioco che fa con questi. Riesce però a cavarsela rivelando anche la sua vera identità, preparandogli poi l'imboscata dove viene eliminato da alcuni uomini di Al Capone, spacciatisi per clienti nella sua stessa serra.
Finisce così per fare l'esattore per conto di Al prendendosi la zona di suo fratello Ralph, divenuto intanto organizzatore del giro, e successivamente uomo fidato quando lo salva da un attentato.

### Quinta stagione
Sette anni dopo Nelson è ancora un esattore di Al Capone, divenuto un boss famigerato tale da venirgli dedicato film e documentari. Lavora in coppia con Eli Thompson giunto nel medesimo tempo da Atlantic City per una vita clandestina dopo aver tentato di tradire suo fratello Nucky per conto dei federali. Ha intanto problemi con sua moglie, che lo accusa di trascurarla troppo per il lavoro.
Durante un summitt tra il suo capo e Charlie Luciano, divenuto un boss in ascesa, viene riconosciuto da quest'ultimo per averlo arrestato dieci anni prima, e rischia la morte con una pistola puntatagli contro proprio da Al Capone. Attraverso un discorso sostiene che Luciano vuole gestire i suoi affari in casa sua, Al così lo risparmia e una volta congedato Luciano, gli dà ragione.
Continuano i problemi in famiglia dove, durante una cena con ospiti Eli e la moglie June, emerge fuori una relazione di Sigrid con Eli, che a seguito di ciò verrà abbandonato dalla moglie. Sopraggiunge Mike D'angelo, uno degli uomini più fidati di Al Capone che rivela ad Eli e Nelson la sua vera identità, ma anche la loro. Questi non è altri che un agente infiltrato nell'organizzazione del boss di Chicago, ed obbliga i due ad aiutarlo a sottrarre ad Al Capone i libri contabili, per poterlo così mettere alla sbarra per evasione fiscale. Nelson e Eli sono costretti a collaborare per evitare la camera a gas. I due devono entrare con la scusante di una riscossione extra da consegnare dentro l'ufficio di Al, aprire la cassaforte con la combinazione datagli dai federali, e rubare i libri contabili al suo interno.
Il tentativo va a monte per via di Ralph Capone che scova l'imbroglio vedendo che nella borsa ci son dentro solo vecchi fogli di giornale. Nelson ed Eli vengon poi convocati da Al, di rientro da un'uscita con alcuni divi del cinema, e il primo dei due, vedendosi puntare ancora una volta la pistola dal boss, lo aggredisce rivelando la sua vera identità. Nelson Van Alden muore per mano di Mike D'Angelo prima che riveli la totale realtà della situazione.